# Enviado Extraordinario y Ministro Plenipotenciario de México
Hasta la Convención de Viena sobre Relaciones Diplomáticas existían diversos tipos de Misiones diplomáticas. Las legaciones fueron el tipo más frecuente y eran la representación física de un gobierno frente al Estado receptor.
Los jefes de estas misiones llevaban el título de ministros de forma convencional, aunque el nombre completo era el de Enviado Extraordinario y Ministro Plenipotenciario. El origen del título responde a las circunstancias particulares en que se desempeñaba el oficio diplomático, pues al ser las comunicaciones muy lentas, tenía capacidad para actuar con plenos poderes sobre asunto en particular.
Las embajadas eran reservadas a ocasiones especiales y para representar al Estado en momentos o en lugares muy específicos. El jefe de misión, sin embargo, debía atenerse al pie de la letra a sus instrucciones
Con la mejora en las comunicaciones y la proliferación de las negociaciones entre muchos Estados, las legaciones cayeron en desuso y fueron suprimidas por la citada Convención.

## El caso de México
Este es el cargo con el cual el gobierno mexicano acreditó a sus representantes en el extranjero durante todo el siglo XIX y parte del XX. Los ministros se instalaban en legaciones cercanas a los gobiernos extranjeros. El primero en ser enviado, contando desde la consumación de la Independencia de México fue José Manuel Zozaya, acreditado en 1822 ante el gobierno de los Estados Unidos. Esta también fue la primera legación que elevó su rango a embajada en 1898, siendo Matías Romero el primer Embajador de México en el extranjero